# قائمة المصطلحات المتعلقة بالإعاقة ذات الدلالات السلبية
فيما يلي قائمة بالمصطلحات المستخدمة لوصف الإعاقات أو الأشخاص ذوي الإعاقة، والتي قد تحمل دلالات سلبية أو تكون مسيئة للأشخاص ذوي الإعاقة أو غير ذوي الإعاقة.
يعتقد بعض الناس أنه من الأفضل استخدام لغة الشخص أولاً، على سبيل المثال "شخص من ذوي الإعاقة" بدلاً من "شخص معاق". ومع ذلك، فإن لغة الهوية أولاً، كما في "شخص مصاب بالتوحد" أو "شخص أصم"، يفضلها العديد من الأشخاص والمنظمات.
يمكن أن تؤثر اللغة على الطريقة التي يُنظر بها إلى الأشخاص ذوي الإعاقة ومفهوم الإعاقة نفسه. وتختلف وجهات النظر حول هذا الموضوع بحسب الجغرافيا والثقافة، كما تتغير مع مرور الوقت وبين الأفراد. فالمصطلحات التي يعتبرها البعض جارحة قد لا تُعدّ كذلك بالنسبة لآخرين، بل إن البعض قد يرى أن استبدالها بتعابير ملطفة مثل "ذوي القدرات المختلفة" أو "الاحتياجات الخاصة" أمر أكثر إيذاءً.
يعتقد بعض الأشخاص أنه من الأفضل تجنّب استخدام المصطلحات التي قد تكون مؤذية، بينما يرى آخرون أن مسؤولية الفهم تقع على عاتق المستمع، لا سيما عندما لا تكون هناك نية للإساءة. فعلى سبيل المثال، من الأفضل الامتناع عن استخدام كلمة "مجنون" عند وصف الأشخاص أو سلوكهم، إلا أنها قد لا تُعدّ مهينة عند استخدامها كمبالغة لغوية، كما في عبارة "السرعة المجنونة".
بالنسبة لبعض المصطلحات، فإن البنية النحوية لاستخدامها تحدد ما إذا كانت ضارة أم لا. يدعو موقف الشخص أولاً إلى قول "الأشخاص ذوي الإعاقة" بدلاً من "المعاق" أو "الشخص الأصم" بدلاً من "الشخص الأصم". ومع ذلك، يدافع البعض ضد هذا، قائلين إنه يعكس نموذجًا طبيًا للإعاقة في حين أن "الشخص المعاق" أكثر ملاءمة ويعكس النموذج الاجتماعي للإعاقة. من ناحية أخرى، هناك أيضًا بنية نحوية تسمى لغة الهوية أولاً والتي تفسر الإعاقة باعتبارها وظيفة للتجارب الاجتماعية والسياسية التي تحدث داخل عالم مصمم إلى حد كبير للأشخاص غير المعاقين.
| شرط                   | ملحوظات | مراجع  |
| --------------------- | --- | ------ |
| بضع شطائر أقل من نزهة | يستخدم هذا المصطلح للأشخاص الذين يُعتقد أن قدراتهم العقلية محدودة أو منخفضة. مشتقات عديدة ليس لها أصل معروف (على سبيل المثال "عدد قليل من الكتب لا يصل إلى مكتبة"). |        |
| قادر على الحركة       | هناك حكم قيمة ضمني يقارن بين شخص من ذوي الإعاقة وآخر من غير ذوي الإعاقة                                                                                            | [ 8 ]  |
| غير طبيعي             | | [ 9 ]  |
| مدمن                  | | [ 10 ] |
| مصاب                  | | [ 8 ]  |
| البحث عن الاهتمام     | يستخدم للأشخاص الذين يعانون عاطفياً | [ 11 ] |
| متوحد                 | أو التوحد، عندما يستخدم كإهانة | [ 12 ] |

| شرط           | ملحوظات | مراجع                       |
| ------------- | --- | --------------------------- |
| باتي          | | [ 13 ]                      |
| عيب خلقي      | | [ 14 ]                      |
| أعمى          | وخاصة عندما تستخدم مجازيًا (على سبيل المثال، "أعمى عن النقد") أو تسبقها كلمة "the"، على الرغم من أن كلمة "the blind" تعتبر مقبولة من قبل العديد من المكفوفين والمنظمات مثل الاتحاد الوطني للمكفوفين. | [ 15 ] [ 16 ] [ 17 ] [ 18 ] |
| مجنون         | | [ 13 ]                      |
| تلف في الدماغ | | [ 19 ]                      |

| شرط                  | ملحوظات | مراجع                       |
| -------------------- | --- | --------------------------- |
| تحدي                 | | [ 20 ]                      |
| مجنون                | | [ 15 ] [ 21 ] [ 22 ] [ 23 ] |
| سيدة القطط المجنونة  | تُستخدم هذه الكلمة عند النساء المصابات بأمراض عقلية أو عصبية، وخاصة النساء العازبات والعوانس اللاتي يقمن بتربية القطط.           | [ 24 ]                      |
| كريتين               | |                             |
| مشلول                | "الشخص الذي يعاني من إعاقة جسدية أو حركية". وقد استخدم بعض الأشخاص ذوي الإعاقة صيغتها المختصرة ("crip") باعتبارها هوية إيجابية. | [ 4 ] [ 25 ] [ 26 ] [ 27 ]  |
| محصور على كرسي متحرك | يدل على العجز، وأن هناك شخص يستحق الشفقة.                                                                                       | [ 5 ]                       |

| شرط         | ملحوظات | مراجع  |
| ----------- | ------- | ------ |
| مصاب بالصرع |         | [ 28 ] |
| استثنائي    |         | [ 29 ] |

| شرط                      | ملحوظات                                                            | مراجع         |
| ------------------------ | ------------------------------------------------------------------ | ------------- |
| ضعيف العقل أو ضعيف العقل |                                                                    | [ 15 ] [ 21 ] |
| ملائم                    | في إشارة إلى نوبة الصرع                                            | [ 4 ]         |
| فليد                     | الأشخاص الذين يعانون من تشوه الأطراف بسبب استخدام الأم للثاليدوميد | [ 30 ]        |
| غريب الأطوار             |                                                                    | [ 31 ] [ 32 ] |

| شرط          | ملحوظات         | مراجع         |
| ------------ | --------------- | ------------- |
| أعرج أو أعرج | عرج أو شخص يعرج | [ 33 ] [ 34 ] |

| شرط                   | ملحوظات | مراجع                       |
| --------------------- | --- | --------------------------- |
| ذوي الاحتياجات الخاصة | | [ 25 ] [ 21 ] [ 26 ]        |
| ذوي الاحتياجات الخاصة | | [ 35 ]                      |
| شفة الأرنب            | | [ 15 ]                      |
| ضعيف السمع            | | [ 36 ]                      |
| حبيس المنزل           | | [ 37 ]                      |
| أحدب، أو "الحدباء"    | وخاصة عندما يتعلق الأمر بالأشخاص الذين يعانون من الجنف أو الحداب. أثار جدلاً بعد إصدار فيلم أحدب نوتردام في تسعينيات القرن العشرين (انظر فيلم Quasimodo أدناه). | [ 38 ] [ 39 ] [ 40 ] [ 41 ] |
| هايبر                 | | [ 20 ]                      |
| شديد الحساسية         | | [ 42 ]                      |
| هستيري                | يستخدم عادة في الإشارة إلى النساء | [ 43 ]                      |

| شرط            | ملحوظات | مراجع                |
| -------------- | --- | -------------------- |
| أبله           | كان في الأصل المصطلح التشخيصي المستخدم للأشخاص الذين تتراوح درجات ذكائهم بين 30 و50 عندما طور اختبار الذكاء لأول مرة في أوائل القرن العشرين. لم يعد يستخدم بشكل احترافي. قبل تطوير اختبار الذكاء في عام 1905، كان مصطلح "أحمق" يستخدم على نطاق واسع أيضًا كإهانة غير مقصودة تجاه أي شخص يُنظر إليه على أنه غير كفء في القيام بشيء ما. | [ 44 ] [ 45 ] [ 15 ] |
| عاجز           | | [ 4 ]                |
| غبي            | كان في الأصل المصطلح التشخيصي المستخدم للأشخاص الذين كانت درجات ذكائهم أقل من 30 عندما طور اختبار الذكاء لأول مرة في أوائل القرن العشرين. كما أنه لم يعد يستخدم بشكل احترافي. قبل تطوير اختبار الذكاء في عام 1905، كان تُستخدم كلمة "أحمق" أيضًا بشكل شائع كإهانة غير رسمية تجاه أي شخص يُنظر إليه على أنه غير كفء في القيام بشيء ما.  | [ 44 ] [ 45 ] [ 4 ]  |
| أمي            | والآن يعتبر هذا الأمر غير دقيق ويلقي باللوم على الشخص بسبب شيء ناجم عن حالة النظام التعليمي. | [ 46 ]               |
| سجين           | عند الإشارة إلى القبول النفسي | [ 47 ]               |
| مجنون          | | [ 48 ]               |
| ملهمة أو ملهمة | عندما تُستخدم عن شخص يقوم بنشاط عادي للغاية، فإن ظاهرة الاستعراض المعروفة باسم " إباحية الإلهام" التي تعتمد على الشفقة؛ لا ينبغي الخلط بينها وبين الأنشطة العامة المشروعة للاستعراض الجماعي مثل الألعاب الأولمبية الخاصة أو الألعاب البارالمبية، والتي تحتفل بالموهبة دون شفقة أو سخرية.                                             | [ 49 ]               |
| غير صالح       | | [ 4 ] [ 21 ]         |

| شرط         | ملحوظات | مراجع  |
| ----------- | ------- | ------ |
| مدمن مخدرات |         | [ 47 ] |

| شرط                               | ملحوظات | مراجع                |
| --------------------------------- | --- | -------------------- |
| عاجِز                              | في إشارة إلى صعوبة المشي أو الحركة. أُعتمد المصطلح منذ ذلك الحين في اللغة العامية الحضرية للإشارة عمومًا إلى شيء أو شخص ما باعتباره "بلا معنى" أو "بلا قيمة"، على سبيل المثال "لقد أخبرنا بعذر واهٍ لعدم قيامه بالعمل". | [ 15 ] [ 33 ] [ 34 ] |
| فقدان العقل                       | | [ 48 ]               |
| فقدان/فقدان الرخام                | |                      |
| LPC – من المرجح أن تصبح عبئًا عامًا | | [ 50 ]               |
| مجنون أو مختل عقليا               | | [ 4 ]                |

| شرط                | ملحوظات                   | مراجع         |
| ------------------ | ------------------------- | ------------- |
| خارج لتناول الغداء | مصطلح مهين للمعاقين عقليًا | [ 51 ] [ 52 ] |

| شرط        | ملحوظات                                             | مراجع  |
| ---------- | --------------------------------------------------- | ------ |
| مريض       |                                                     | [ 15 ] |
| مشلول      |                                                     | [ 14 ] |
| ذهاني)     |                                                     | [ 21 ] |
| مختل عقليا | مصطلح قديم يستخدم للإشارة إلى شخص يعاني من مرض عقلي | [ 53 ] |

| شرط       | ملحوظات | مراجع  |
| --------- | --- | ------ |
| كوازيمودو | تُترجم إلى "نصف مُشكَّل" أو بشكل أكثر شيوعًا "مشوه"، وقد اشتهرت بشخصية خيالية تُدعى كوازيمودو، وهو رجل مشوه مصاب بالحداب ظهر لاحقًا في فيلم ديزني الشهير في التسعينيات (انظر أحدب أعلاه) | [ 54 ] |

| شرط                     | ملحوظات | مراجع                       |
| ----------------------- | --- | --------------------------- |
| متخلف عقليًا/متخلف عقليًا | قبل تسعينيات القرن العشرين، كان يُعتبر هذا الأمر مقبولاً لدى معظم الأشخاص والمنظمات غير المعوقين. وتعرف أيضًا باسم كلمة r. | [ 15 ] [ 25 ] [ 33 ] [ 34 ] |

| شرط        | ملحوظات                                  | مراجع  |
| ---------- | ---------------------------------------- | ------ |
| تارد       | اختصار لكلمة "معتوه"؛ انظر retard أعلاه. | [ 57 ] |
| سميك       |                                          |        |
| أصم النغمة |                                          | [ 58 ] |

| شرط        | ملحوظات | مراجع  |
| ---------- | ------- | ------ |
| نجس        |         | [ 59 ] |
| مؤسف       |         | [ 60 ] |
| مختل عقليا |         | [ 61 ] |

| شرط             | ملحوظات | مراجع                       |
| --------------- | ------- | --------------------------- |
| ضحية مرض        |         | [ 15 ] [ 21 ] [ 34 ] [ 62 ] |
| خضروات          |         | [ 63 ]                      |
| الحالة النباتية |         | [ 64 ] [ 65 ]               |

| شرط                                   | ملحوظات                                                | مراجع                              |
| ------------------------------------- | ------------------------------------------------------ | ---------------------------------- |
| واكو                                  |                                                        | [ 66 ]                             |
| مقيد بكرسي متحرك و"محصور بكرسي متحرك" | الاستخدام المفضل هو "الشخص الذي يستخدم الكرسي المتحرك" | [ 15 ] [ 25 ] [ 21 ] [ 26 ] [ 34 ] |
| لعق النوافذ                           |                                                        | [ 67 ] [ 68 ]                      |

| شرط             | ملحوظات | مراجع  |
| --------------- | --- | ------ |
| إنفلونزا اليوبي | يستخدم كمصطلح مهين لمتلازمة التعب المزمن. نشأ هذا من الصورة النمطية التي تروجها وسائل الإعلام للأشخاص المصابين بمتلازمة التعب المزمن باعتبارهم طموحين، وشبابًا، وأثرياء، وليسوا مصابين بمرض حقيقي. | [ 69 ] |

## روابط خارجية
- آداب التعامل مع ذوي الإعاقة - نصائح للتعامل مع ذوي الإعاقة - جمعية العمود الفقري المتحدة
- اللغة الشاملة: الكلمات التي يجب استخدامها عند الكتابة عن الإعاقة - مكتب شؤون الإعاقة ووزارة العمل والمعاشات التقاعدية (المملكة المتحدة)
- قائمة المصطلحات التي يجب تجنبها عند الكتابة عن الإعاقة – المركز الوطني للإعاقة والصحافة